# Вершина кривої

Еліпс (червоний) та його еволюта (синя). Точки є вершинами кривої та кожна з них відповідає вістрю еволюти.

В геометрії кривих, вершина — це точка, в якої перша похідна кривини дорівнює нулю. Як правило, це локальний максимум або мінімум кривини, і деякі автори визначають вершину як екстремальну точку кривини. Однак, тут можуть виникнути спеціальні випадки, наприклад, коли друга похідна теж дорівнює нулю або коли кривина постійна.

## Приклади
Гіпербола має дві вершини, на кожній гілці — одну. Ці вершини мають найменшу відстань поміж двома точками на гіперболі та лежать на головній осі. На параболі всього одна вершина, і вона лежить на осі симетрії. В еліпса чотири вершини, дві з них лежать на великій осі та дві на малій.
На колі, оскільки воно має сталу кривину, будь-яка точка є вершиною.

## Точки перегину и дотику
Вершини — це точки, де крива має дотик порядку 3 зі стичним колом в цій точці. Звичайно точки на кривій мають зі стичним колом дотик другого порядку. Еволюта кривої звичайно має касп, якщо крива має вершину. Бувають й інші особливі точки в вершинах великого порядку, в яких порядок дотику зі стичним колом більше трьох. Хоча звичайно крива не має вершин високого порядку, у сімействах кривих дві звичайні вершини можуть злитися в вершину великого порядку, а потім зникнути.
Множина симетрії кривої має кінці в каспах, що відповідають вершинам, а срединна вісь, підмножина множини симетрії, також має кінці в каспах.

## Інші властивості
Згідно з теоремою про чотири вершини будь-яка проста замкнена пласка крива повинна мати щонайменше чотири вершини. Більш загальне твердження, що будь-яка проста замкнена крива у просторі розташована на опуклій поверхні, або обмежує локально опуклий диск, має чотири вершини.
Якщо крива дзеркально симетрична, вона має вершину в точці перетину осі симетрії з кривою. Таким чином, поняття вершини кривої тісно пов'язано з оптичними точками, точками, в яких оптична вісь перетинає поверхню лінзи.